# Bułdycziw
Bułdycziw (ukr. Булдичів) – wieś na Ukrainie, w obwodzie żytomierskim, w rejonie romanowskim.
Prywatna wieś szlachecka Bułdyczów, położona w województwie kijowskim, w 1739 roku należała do klucza Cudnów Lubomirskich.